# 고정아
고정아(1987년 12월 7일 ~ )는 대한민국의 레이싱 모델이다.

## 경력

### 에이빙 모델 경력
- 2010년 서울 광화문 F1시티데모런 르노삼성 부스 포즈모델
- 2011년 서울모터쇼 르노삼성 부스 포즈모델
- 2012년 부산모터쇼 한국지엠 부스 포즈모델(알페온)
- 2013년 서울모터쇼 만도 부스 포즈모델
- 2013년 G-star DAUM 부스 포즈모델
- 2015년 영상기자재전 Tamron 부스 포즈모델

### 레이싱 모델 경력
- 2010년 르노삼성자동차 레이싱팀 모델
- 2012년 금호타이어 전속 레이싱모델
- 2012년 쉘 힐릭스 전속 레이싱모델
- 2015년 한국타이어 전속 레이싱모델

## 수상
- 2004년 월드 미스 유니버시티 부산경남 1위
- 2005년 미스코리아 경남 진(眞)
- 2012년 제7회 한국모터스포츠 어워즈 올해의레이싱퀸